# Alexei Michailowitsch Guryschew
Alexei Michailowitsch Guryschew (russisch Алексей Михайлович Гурышев; * 14. März 1925 in Moskau; † 16. Dezember 1983 ebenda) war ein sowjetischer Eishockeyspieler (Center), -schiedsrichter und Olympiasieger.

## Karriere
Guryschew arbeitete ab 1941 als Dreher in der Fabrik Dinamo in Moskau und erhielt die Medaille „Für die Verteidigung Moskaus“ sowie die Medaille „Für tapfere Arbeit während des Großen Vaterländischen Kriegs 1941–1945“. In der Betriebssportgemeinschaft seiner Fabrik spielte er zunächst Fußball und Bandy.
1945 wechselte er in die Sportvereinigung Krylja Sowetow Moskau, für die er in der Saison 1945/46 in der Bandy-Liga spielte und das sowjetische Pokalfinale erreichte. Zudem lief er in der Fußballmannschaft von Krylja Sowetow auf, mit der er im Sommer 1947 Meister der Gewerkschaften wurde. In der Folge konzentrierte er sich auf den Eishockeysport und ging für Krylja Sowetow in der Klass A, der höchsten sowjetischen Spielklasse im Eishockey, aufs Eis. In den folgenden Jahren gehörte er meist zu den besten Torschützen der Liga, vier Mal in seiner Karriere war er auch bester Torschütze der Klass A (1948/49 mit 29 Toren, 1954/55 41 Tore, 1956/57 32 Tore, 1957/58 40 Tore). Mit Krylja Sowetow wurde er 1957 sowjetischer Meister, dreimal Vizemeister (1955, 1956, 1958) und belegte fünfmal den dritten Rang der Meisterschaft (1950, 1951, 1954, 1959, 1960). Außerdem gewann er 1951 den sowjetischen Pokalwettbewerb und stand zweimal im Pokalfinale (1952, 1954).
1961 beendete er seine Karriere, während der er insgesamt 379 Tore in 300 Spielen erzielt hatte. Damit liegt er auf Platz drei der Torschützenliste der sowjetischen Meisterschaft. 1954 wurde er als Verdienter Meister des Sports der UdSSR ausgezeichnet. 1957 erhielt er zudem das Ehrenzeichen der Sowjetunion.
Nach Beendigung seiner Spielerkarriere war er zwischen 1963 und 1975 als nationaler und internationaler Schiedsrichter im Eishockey tätig. Nach seinem 50. Geburtstag durfte er nicht mehr als Schiedsrichter arbeiten und wurde Trainer an der GZOLIFK, wo er unter anderem Wladimir Petrow trainierte.

### International
1954 wurde er in die neu gegründete sowjetische Nationalmannschaft berufen. Am 29. Januar 1954 stand er im ersten offiziellen Spiel der Sbornaja gegen Finnland auf dem Eis. Seine internationale Karriere wurde mit der Goldmedaille bei den Olympischen Winterspielen 1956 in Cortina d’Ampezzo gekrönt, zudem gewann er eine Gold- und vier Silbermedaillen bei Weltmeisterschaften. In der Nationalmannschaft sowie bei Krylja Sowetow spielte er meist mit Nikolai Chlystow und Michail Bytschkow in einer Angriffsformation.
Für die Nationalmannschaft erzielte er insgesamt 71 Tore in 92 Länderspielen. Am 15. März 1959 bestritt er sein letztes Länderspiel.

## Erfolge und Auszeichnungen
- Bester Torschütze der Klass A 1949, 1953, 1955, 1956, 1957, 1958
- Goldener Helm  der Klass A 1949, 1955, 1956
- Sowjetischer Pokalsieger 1951
- Sowjetischer Vizepokalsieger 1952, 1954
- Weltmeister 1954
- Sowjetischer Vizemeister 1955, 1956 und 1958
- Vizeweltmeister 1955, 1957, 1958, 1959
- Olympiasieger 1956
- Sowjetischer Meister 1957

## Statistik
(Legende zur Spielerstatistik: Sp oder GP = absolvierte Spiele; T oder G = erzielte Tore; V oder A = erzielte Assists; Pkt oder Pts = erzielte Scorerpunkte; SM oder PIM = erhaltene Strafminuten; +/− = Plus/Minus-Bilanz; PP = erzielte Überzahltore; SH = erzielte Unterzahltore; GW = erzielte Siegtore; 1 Play-downs/Relegation; Kursiv: Statistik nicht vollständig)